# John Chandler Gurney
John Chandler "Chan" Gurney, född 21 maj 1896 i Yankton, South Dakota, död 9 mars 1985 i Yankton, South Dakota, var en amerikansk republikansk politiker. Han representerade delstaten South Dakota i USA:s senat 1939-1951.
Gurney tog värvning i USA:s armé under första världskriget. Han arbetade för familjeföretaget Gurney Seed Company både före och efter militärtjänsten. Han var därefter anställd av radiostationen WNAX och från och med 1932 i oljebranschen i Sioux Falls. Gurney bestämde sig för att utmana sittande senatorn William J. Bulow i senatsvalet 1936 men han lyckades inte bli invald i senaten den gången. Två år senare vann Gurney senatsvalet för South Dakotas andra mandat i senaten. Han omvaldes 1944 men förlorade 1950 republikanernas primärval mot Francis H. Case.
Gurneys grav finns på Yankton City Cemetery i Yankton, South Dakota.